# Frequenzziehen
Als Frequenzziehen oder auch Mitzieheffekt bezeichnet man das Phänomen, dass eine Veränderung der Resonanzfrequenz eines mit einem selbsterregten Oszillator eng gekoppelten variablen Resonanzkreises auch zu einer minimalen Änderung der Frequenz des Oszillators führen kann. 
Das Phänomen gehört zur nichtlinearen Dynamik und lässt sich bei fast allen gekoppelten Oszillatoren beobachten. Voraussetzung für das Frequenzziehen ist, dass der erregende Oszillator selbsterregt schwingt und mit dem passiven Resonanzkreis geringer Dämpfung eng gekoppelt ist. Je geringer die Dämpfung und je höher die Kopplung, desto stärker ist auch das Frequenzziehen ausgeprägt. Ein Beispiel ist eine angeblasene Zungenpfeife, diese stellt das selbsterregte Schwingungssystem dar, welche mit angesetztem Rohr variabler Länge als passiven Resonanzkreis fix gekoppelt ist. Durch Verändern der Rohrlänge lässt sich in gewissen Grenzen die Frequenz der Zungenpfeife verändern oder „ziehen“.
Dieses Phänomen wurde auch bei den ersten Radiogeräten beobachtet. Der Effekt ist eng mit der Frequenzmitnahme verwandt.